# Real Fuerza Aérea Jordana
La Real Fuerza Aérea Jordana (en árabe: سلاح الجو الملكي الأردني, transliteración: Silah al-Jaw Almalaki al-Urduni) es la fuerza aérea de Jordania y forma parte de las Fuerzas Armadas Reales de Jordania.

## Bases
La Real Fuerza Aérea Jordana está formada por 12.000 oficiales, suboficiales y soldados. Dispone de 6 grandes bases aéreas, 16 escuadrones, 14 baterías antiaéreas y dos escuelas de entrenamiento. El Cuartel General de la Real Fuerza Aérea Jordana se encuentra en la capital Amán, en la base aérea Rey Abdalá I.
| Bases Aéreas                                    | Escuadrones       | Aeronaves                         | Misión                         |
| ----------------------------------------------- | ----------------- | --------------------------------- | ------------------------------ |
| Base Aérea Rey Abdalá I Jordania Amán.          | 3º Escuadrón      | Iluyshin Il-76                    | Aviones de transporte.         |
| Base Aérea Rey Abdalá I Jordania Amán.          | 3º Escuadrón      | C-130 Hercules                    | Aviones de transporte.         |
| Base Aérea Rey Abdalá I Jordania Amán.          | 3º Escuadrón      | CASA-295                          | Aviones de transporte.         |
| Base Aérea Rey Abdalá I Jordania Amán.          | 3º Escuadrón      | CASA-235                          | Ataque a tierra                |
| Base Aérea Rey Abdalá I Jordania Amán.          | 7º Escuadrón      | Eurocopter Super Puma             | Helicópteros de transporte.    |
| Base Aérea Rey Abdalá I Jordania Amán.          | 8º Escuadrón      | Sikorsky UH-60 Black Hawk         | Helicópteros de transporte.    |
| Base Aérea Rey Abdalá I Jordania Amán.          | 14º Escuadrón     | Airbus Helicopters H135M          | Helicóptero de reconocimiento. |
| Base Aérea Rey Abdalá I Jordania Amán.          | 15º Escuadrón     | Cessna 208 Caravan                | Avión de transporte.           |
| Base Aérea Rey Abdalá I Jordania Amán.          | 25º Escuadrón     | Air Tractor 802                   | Avión de reconocimiento.       |
| Base Aérea Rey Abdalá II Jordania Jabal Rabawi. | 9º Escuadrón      | F-16 Fighting Falcon              | Avión de caza.                 |
| Base Aérea Rey Abdalá II Jordania Jabal Rabawi. | 10º Escuadrón     | Bell AH-1 Cobra                   | Helicópteros de ataque.        |
| Base Aérea Rey Abdalá II Jordania Jabal Rabawi. | 12º Escuadrón     | Bell AH-1 Cobra                   | Helicópteros de ataque.        |
| Base Aérea Rey Abdalá II Jordania Jabal Rabawi. | 25º Escuadrón     | Air Tractor 802 (destacamento)    | Avión de reconocimiento.       |
| Base Aérea Rey Husein I Jordania Mafraq.        | 4º Escuadrón      | T67 Firefly                       | Aviones de entrenamiento.      |
| Base Aérea Rey Husein I Jordania Mafraq.        | 11º Escuadrón     | C-101 Aviojet                     | Aviones de entrenamiento.      |
| Base Aérea Rey Husein I Jordania Mafraq.        | Escuela de vuelo. | Eurocopter AS350                  | Helicóptero de reconocimiento. |
| Base Aérea Rey Husein I Jordania Mafraq.        | Escuela de vuelo. | T67 Firefly                       | Avión de entrenamiento.        |
| Base Aérea Muwaffaq Salti Jordania Azraq.       | 1º Escuadrón      | F-16 Fighting Falcon              | Aviones de caza.               |
| Base Aérea Muwaffaq Salti Jordania Azraq.       | 2º Escuadrón      | F-16 Fighting Falcon              | Aviones de caza.               |
| Base Aérea Muwaffaq Salti Jordania Azraq.       | 6º Escuadrón      | F-16 Fighting Falcon              | Aviones de caza.               |
| Base Aérea Príncipe Hassan Jordania Safawi.     | 17º Escuadrón     | BAE Systems Hawk                  | Avión de entrenamiento.        |
| Base Aérea Ruwaished Jordania Ruwaished.        | 10º Escuadrón     | Bell AH-1 Cobra (destacamento)    | Helicópteros de ataque.        |
| Base Aérea Ruwaished Jordania Ruwaished.        | 12º Escuadrón     | Bell AH-1 Cobra (destacamento)    | Helicópteros de ataque.        |
| Base Aérea Ruwaished Jordania Ruwaished.        | 15º Escuadrón     | Cessna 208 Caravan (destacamento) | Avión de transporte.           |

## Aviones

### Cazas
| Lockheed Martin F-16 Fighting Falcon      | Lockheed Martin F-16 Fighting Falcon |
| ----------------------------------------- | --- |
| F-16 Jordanos durante un vuelo de rutina. | \| Entrada en servicio: \| 1997 \| \| Misión: \| Caza Polivalente \| \| Versiones: \| F-16 A/B F-16AM/BM (modernizados Upgrade a Block 40) \| \| Aeronaves en servicio: \| 55 \| |
| Entrada en servicio:                      | 1997 |
| Misión:                                   | Caza Polivalente |
| Versiones:                                | F-16 A/B F-16AM/BM (modernizados Upgrade a Block 40) |
| Aeronaves en servicio:                    | 55 |

| Northrop F-5E/F Tiger II                                               | Northrop F-5E/F Tiger II                                                                     |
| ---------------------------------------------------------------------- | -------------------------------------------------------------------------------------------- |
| Un F-5E marroquí repostando en vuelo similar a los usados por Jordania | \| Misión: \| Caza \| \| Versiones: \| F-5E/F Tiger II \| \| Aeronaves en servicio: \| 33 \| |
| Misión:                                                                | Caza                                                                                         |
| Versiones:                                                             | F-5E/F Tiger II                                                                              |
| Aeronaves en servicio:                                                 | 33                                                                                           |

| Dassault Mirage F1     | Dassault Mirage F1                                                                                              |
| ---------------------- | --- |
| Mirage F1 aterrizando  | \| Misión: \| Caza \| \| Versiones: \| Mirage F1CJ/BJ/EJ/DJ \| \| Aeronaves en servicio: \| 30 (Almacenados) \| |
| Misión:                | Caza |
| Versiones:             | Mirage F1CJ/BJ/EJ/DJ                                                                                            |
| Aeronaves en servicio: | 30 (Almacenados)                                                                                                |

### Avión de transporte táctico y de patrulla marítima
| CASA CN-235            | CASA CN-235 |
| ---------------------- | --- |
| Un CN-235M             | \| Entrada en servicio: \| 2011 \| \| Misión: \| transporte táctico y patrulla marítima \| \| Versiones: \| CN-235M \| \| Aeronaves en servicio: \| 2 \| |
| Entrada en servicio:   | 2011 |
| Misión:                | transporte táctico y patrulla marítima |
| Versiones:             | CN-235M |
| Aeronaves en servicio: | 2 |

| CASA C-295             | CASA C-295 |
| ---------------------- | --- |
| Un C-295               | \| Entrada en servicio: \| 2014 \| \| Misión: \| transporte táctico y patrulla marítima \| \| Versiones: \| C-295M \| \| Aeronaves en servicio: \| 1 \| |
| Entrada en servicio:   | 2014 |
| Misión:                | transporte táctico y patrulla marítima |
| Versiones:             | C-295M |
| Aeronaves en servicio: | 1 |

### Entrenamiento
| CASA C-101 Aviojet                                                                      | CASA C-101 Aviojet                                                                                         |
| --------------------------------------------------------------------------------------- | --- |
| Un C-101CC de la Fuerza Aérea de Jordania en el Royal International Air Tattoo de 1990. | \| Misión: \| Entrenador y Ataque ligero \| \| Versiones: \| C-101CC \| \| Aeronaves en servicio: \| 19 \| |
| Misión:                                                                                 | Entrenador y Ataque ligero                                                                                 |
| Versiones:                                                                              | C-101CC |
| Aeronaves en servicio:                                                                  | 19 |

| Slingsby T-67 Firefly                                                              | Slingsby T-67 Firefly |
| ---------------------------------------------------------------------------------- | --- |
| Un T-67 posicionándose para el despegue en una escuela de pilotos en Gran Bretaña. | \| Misión: \| Entrenamiento \| \| Versiones: \| T-67M260 \| \| Aeronaves en servicio: \| 16 (3 perdidos en accidentes) \| |
| Misión:                                                                            | Entrenamiento |
| Versiones:                                                                         | T-67M260 |
| Aeronaves en servicio:                                                             | 16 (3 perdidos en accidentes)                                                                                             |

| Socata TB                                          | Socata TB                                                                     |
| -------------------------------------------------- | ----------------------------------------------------------------------------- |
| Similar al usado por la Real Fuerza Aérea Jordana. | \| Misión: \| Entrenamiento y Utilitario \| \| Aeronaves en servicio: \| 2 \| |
| Misión:                                            | Entrenamiento y Utilitario                                                    |
| Aeronaves en servicio:                             | 2                                                                             |

### Reconocimiento
| Seabird SB                                         | Seabird SB                                                                                    |
| -------------------------------------------------- | --------------------------------------------------------------------------------------------- |
| Similar al usado por la Real Fuerza Aérea Jordana. | \| Misión: \| Observación \| \| Versiones: \| SB7L-360A \| \| Aeronaves en servicio: \| 16 \| |
| Misión:                                            | Observación                                                                                   |
| Versiones:                                         | SB7L-360A                                                                                     |
| Aeronaves en servicio:                             | 16                                                                                            |

| Cessna 208 Caravan                         | Cessna 208 Caravan                                                                              |
| ------------------------------------------ | ----------------------------------------------------------------------------------------------- |
| Un Cessna Iraquí durante un entrenamiento. | \| Misión: \| Observación \| \| Versiones: \| Ce-208 Recce \| \| Aeronaves en servicio: \| 5 \| |
| Misión:                                    | Observación                                                                                     |
| Versiones:                                 | Ce-208 Recce                                                                                    |
| Aeronaves en servicio:                     | 5                                                                                               |

### Transporte
| Ilyushin Il-76                                                                  | Ilyushin Il-76 |
| ------------------------------------------------------------------------------- | --- |
| Un Ilyushin perteneciente a Aeroflot en mayo de 1985 en el Aeropuerto de Zúrich | \| Entrada en servicio: \| 2011 \| \| Misión: \| Transporte \| \| Versiones: \| IL-76MF/TD \| \| Aeronaves en servicio: \| 3 \| \| \| total: 3 \| |
| Entrada en servicio:                                                            | 2011 |
| Misión:                                                                         | Transporte |
| Versiones:                                                                      | IL-76MF/TD |
| Aeronaves en servicio:                                                          | 3 |
|                                                                                 | total: 3 |

| Lockheed C-130 Hercules                        | Lockheed C-130 Hercules |
| ---------------------------------------------- | --- |
| Un C-130 realizando maniobras de entrenamiento | \| Entrada en servicio: \| 2012 \| \| Misión: \| Transporte \| \| Versiones: \| C-130H/E \| \| Aeronaves en servicio: \| 8 \| \| Bases y unidades: \| Al Matar/Amán \| |
| Entrada en servicio:                           | 2012 |
| Misión:                                        | Transporte |
| Versiones:                                     | C-130H/E |
| Aeronaves en servicio:                         | 8 |
| Bases y unidades:                              | Al Matar/Amán |

| CASA C-295             | CASA C-295 |
| ---------------------- | --- |
| Un C-295               | \| Entrada en servicio: \| 2003 \| \| Misión: \| Transporte \| \| Versiones: \| C-295M \| \| Aeronaves en servicio: \| 2 \| |
| Entrada en servicio:   | 2003 |
| Misión:                | Transporte |
| Versiones:             | C-295M |
| Aeronaves en servicio: | 2 |

## Helicópteros

### Helicóptero de ataque
| AH-1 Cobra             | AH-1 Cobra                                                                                            |
| ---------------------- | --- |
|                        | \| Misión: \| Helicóptero de ataque \| \| Versiones: \| AH-1F/S \| \| Aeronaves en servicio: \| 25 \| |
| Misión:                | Helicóptero de ataque                                                                                 |
| Versiones:             | AH-1F/S                                                                                               |
| Aeronaves en servicio: | 25 |

### Helicópteros armados
| Eurocopter EC635                          | Eurocopter EC635                                                                                     |
| ----------------------------------------- | --- |
| EC635 suizo similar al usado por Jordania | \| Misión: \| Helicóptero armado \| \| Versiones: \| EC635 T2+ \| \| Aeronaves en servicio: \| 14 \| |
| Misión:                                   | Helicóptero armado                                                                                   |
| Versiones:                                | EC635 T2+                                                                                            |
| Aeronaves en servicio:                    | 14                                                                                                   |

| Boeing AH-6                | Boeing AH-6 |
| -------------------------- | --- |
| un AH-6 en una exposición. | \| Entrada en servicio: \| 18 Helicópteros pedidos \| \| Misión: \| Helicóptero armado \| \| Aeronaves en servicio: \| 0 \| |
| Entrada en servicio:       | 18 Helicópteros pedidos |
| Misión:                    | Helicóptero armado |
| Aeronaves en servicio:     | 0 |

### Helicópteros de transporte militar
| Eurocopter AS332 Super Puma            | Eurocopter AS332 Super Puma                                                                                         |
| -------------------------------------- | --- |
| Un AS332 similar al usado por Jordania | \| Misión: \| Helicópteros de transporte militar \| \| Versiones: \| AS 332M1 \| \| Aeronaves en servicio: \| 10 \| |
| Misión:                                | Helicópteros de transporte militar                                                                                  |
| Versiones:                             | AS 332M1 |
| Aeronaves en servicio:                 | 10 |

| Sikorsky UH-60 Black Hawk | Sikorsky UH-60 Black Hawk                                                                                         |
| ------------------------- | --- |
|                           | \| Misión: \| Helicópteros de transporte militar \| \| Versiones: \| UH-60L \| \| Aeronaves en servicio: \| 14 \| |
| Misión:                   | Helicópteros de transporte militar                                                                                |
| Versiones:                | UH-60L |
| Aeronaves en servicio:    | 14 |

| UH-1 Iroquois          | UH-1 Iroquois |
| ---------------------- | --- |
| Un UH-1 en vuelo       | \| Misión: \| Helicópteros de transporte militar \| \| Versiones: \| UH-1H/N \| \| Aeronaves en servicio: \| 32 \| |
| Misión:                | Helicópteros de transporte militar                                                                                 |
| Versiones:             | UH-1H/N |
| Aeronaves en servicio: | 32 |

| Kamov Ka-226                  | Kamov Ka-226 |
| ----------------------------- | --- |
| Un Ka-226 ruso sin contenedor | \| Entrada en servicio: \| 2008 \| \| Misión: \| Helicópteros de transporte militar \| \| Versiones: \| Ka-226 \| \| Aeronaves en servicio: \| 6 \| |
| Entrada en servicio:          | 2008 |
| Misión:                       | Helicópteros de transporte militar |
| Versiones:                    | Ka-226 |
| Aeronaves en servicio:        | 6 |

### Helicóptero de reconocimiento militar
| MD 500 Helicopters     | MD 500 Helicopters |
| ---------------------- | --- |
| Un MD-500              | \| Misión: \| Helicóptero de reconocimiento militar \| \| Versiones: \| MD-500D/E \| \| Aeronaves en servicio: \| 12 \| |
| Misión:                | Helicóptero de reconocimiento militar                                                                                   |
| Versiones:             | MD-500D/E |
| Aeronaves en servicio: | 12 |

## Galería de imágenes

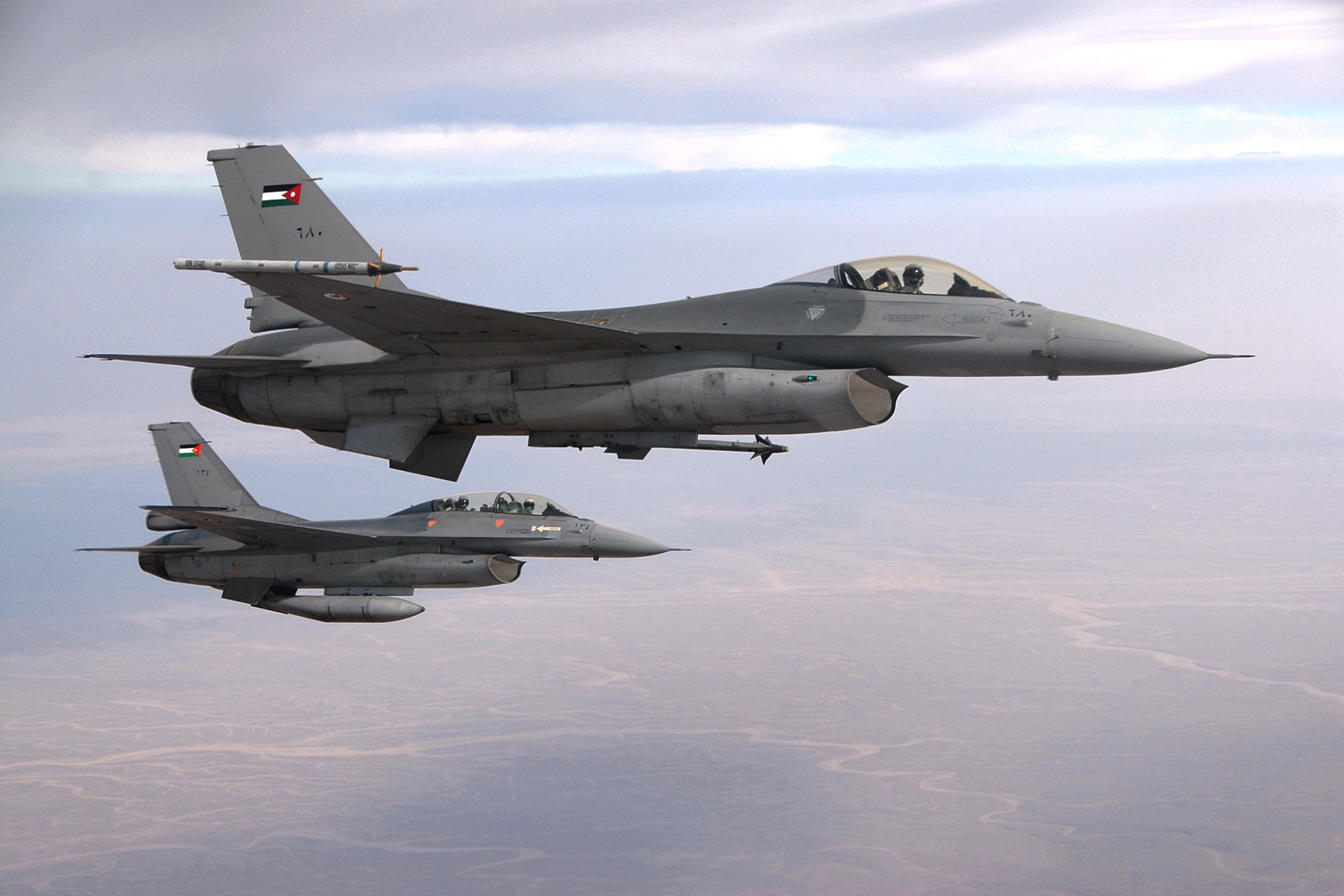
Una pareja de cazas F-16 Fighting Falcon jordanos.
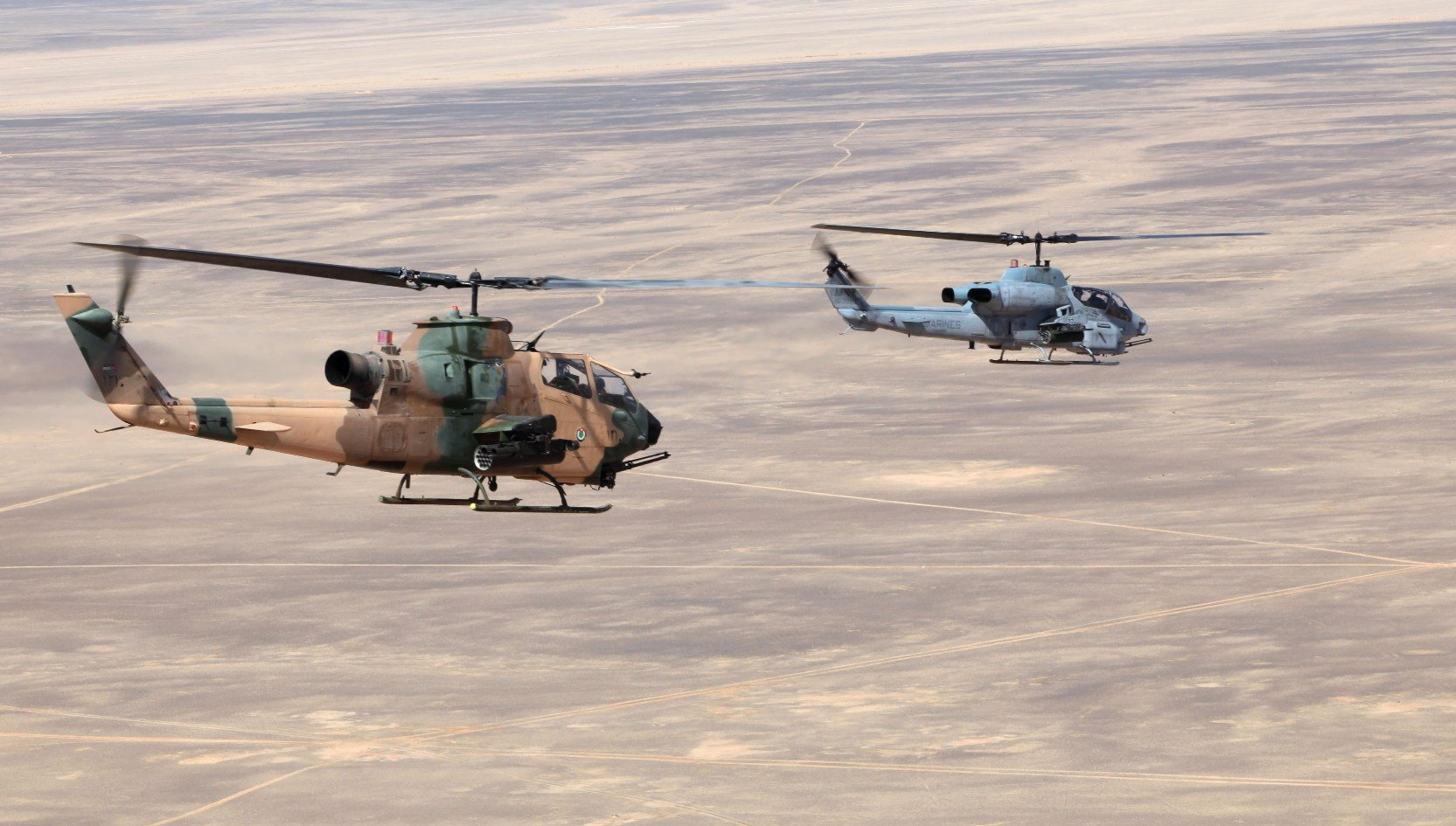
Jordan AH-1F y USMC AH-1W.
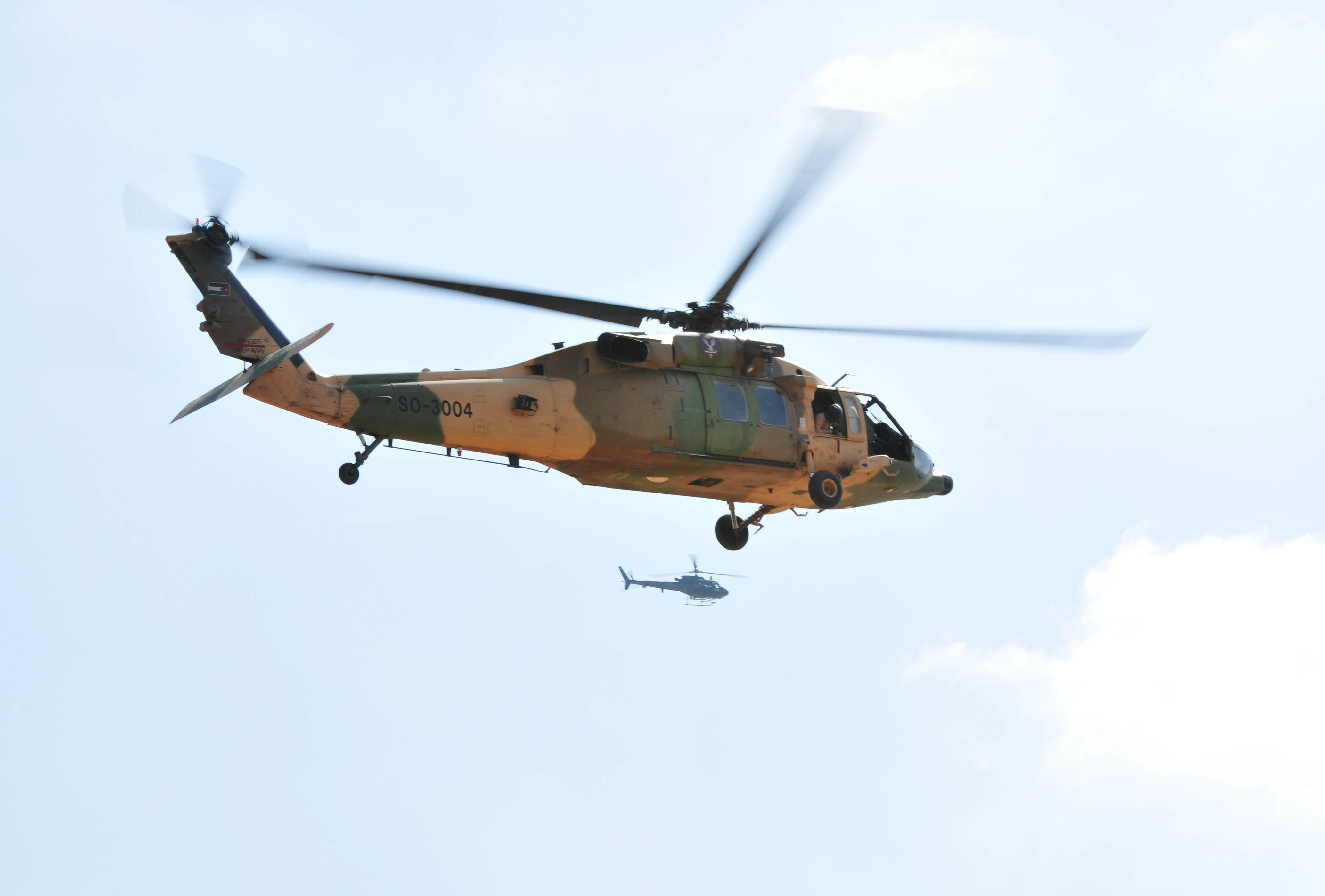
Un helicóptero UH-60 Black Hawk.